# Palmenia Agudelo
Palmenia Raquel Agudelo Berrío (* 24. Januar 1992) ist eine kolumbianische Leichtathletin, die sich auf den Langstreckenlauf spezialisiert hat.

## Sportliche Laufbahn
Erste internationale Erfahrungen sammelte Palmenia Agudelo im Jahr 2022, als sie bei den Ibero-Amerikanischen Meisterschaften in La Nucia in 16:17,82 min den achten Platz im 5000-Meter-Lauf belegte. Im Jahr darauf belegte sie bei den Zentralamerika- und Karibikspielen in San Salvador in 17:03,43 min den achten Platz über 5000 Meter und gelangte mit 35:39,49 min auf den siebten Platz im 10.000-Meter-Lauf.
2023 wurde Agudelo kolumbianische Meisterin im Marathonlauf.

## Persönliche Bestleistungen
- 5000 Meter: 16:13,96 min, 4. Mai 2022 in Nerja
- 10.000 Meter: 33:15,43 min, 20. Mai 2023 in Maia
- Halbmarathon: 1:19:18 h, 27. Oktober 2019 in Miranda
- Marathon: 2:42:30 h, 6. Februar 2022 in Miami